# Кисельов Володимир Вікторович
Володи́мир Ві́кторович Кисельо́в (1 січня 1957, Миски, Кемеровська область, Російська РФСР — 7 січня 2021, Кременчук, Полтавська область, Україна) — український радянський легкоатлет., Заслужений майстер спорту. Олімпійський чемпіон.

## Біографічні відомості
Володимир Кисельов виступав за спортивне товариство «Авангард» (тренер — І. Паламарчук).
Випускник Київського інституту фізичної культури (1985).
Золоту олімпійську медаль та звання олімпійського чемпіона виборов на Літніх Олімпійських іграх 1980 в штовханні ядра, виступаючи у складі збірної СРСР.
У 1996 році став Почесним громадянином Кременчука.
Помер 07.01.2021 року в м. Кременчуці Полтавської області.

## Досягнення
- 1975 — чемпіон Європи серед юніорів;
- 1979 — бронзовий призер чемпіонату Європи у закритих приміщенях;
- 1979 — переможець зимового чемпіонату СРСР;
- 1979 — срібний призер чемпіонату СРСР;
- 1980 — майстер спорту СРСР міжнародного класу;
- 1980 — олімпійський чемпіон;
- 1980 — заслужений майстер спорту.